# جدعون بروك
جدعون بروك (بالإنجليزية: Gideon Brooke)‏ هو سياسي أمريكي، ولد في 1814 في واشنطن العاصمة في الولايات المتحدة، وتوفي في نوفمبر 1881 في سان فرانسيسكو في الولايات المتحدة. حزبياً، نشط في الحزب الديمقراطي.